# 渡辺憲正
渡辺 憲正（わたなべ のりまさ、1948年6月20日 - ）は、日本の社会学者、関東学院大学教授。日本哲学会理事。元唯物論研究会委員長。

## 略歴
静岡県清水市生まれ。1973年東京大学教育学部教育哲学科卒、1982年一橋大学大学院社会学研究科博士課程単位修得満期退学。指導教官は良知力。
一橋大学助手、中国短期大学講師、助教授、1992年関東学院大学経済学部助教授、教授。2007年には副学長として
関東学院大学ラグビー部部員の大麻事件に対応し、関東ラグビーフットボール協会へ報告書を提出するなどした。
2008年、唯物論研究協会委員長。2011年日本哲学会評議員、2017年同理事兼評議員。

## 著書
- 『近代批判とマルクス』青木書店 1989
- 『イデオロギー論の再構築 マルクスの読解から』青木書店 シリーズ現代批判の哲学 2001
- 『ドイツ・イデオロギー』の研究: 初期マルクスのオリジナリティ 2022

### 共著
- 『格差社会とたたかう 〈努力・チャンス・自立〉論批判』後藤道夫,吉崎祥司,竹内章郎,中西新太郎共著 青木書店 現代のテキスト 2007
- 『戦後マルクス主義の思想 論争史と現代的意義』岩佐茂,島崎隆,東京唯物論研究会共編著 社会評論社 2013
- 『資本主義を超える マルクス理論入門』平子友長,後藤道夫,蓑輪明子共編 大月書店 2016

### 翻訳
- エーリヒ・フロム著 ライナー・フンク編『愛と性と母権制』滝沢海南子共訳 新評論 1997
- マルクス,エンゲルス『フォイエルバッハ論 マルクス・フォー・ビギナー』大月書店 2010

## 論文
- Cinii

## 注
1. 1 2 3  『現代日本人名録』2002年
2. ↑  「昭和56年 学位授与・単位修得論文一」一橋研究
3. ↑  「関東学院大が関東ラグビー協会に報告」日刊スポーツ2007年12月5日
4. ↑  唯物論研究協会
5. ↑  日本哲学会
6. ↑  日本哲学会